# Моторское сельское поселение (Кировская область)
Мото́рское се́льское поселе́ние  — муниципальное образование в составе Кильмезского района Кировской области России.
Центр — деревня Надежда.

## История
Моторское сельское поселение образовано 1 января 2006 года согласно Закону Кировской области от 07.12.2004 № 284-ЗО.

## Население
| 2010 | 2012 | 2013 | 2014 | 2015 | 2016 | 2017 |
| ---- | ---- | ---- | ---- | ---- | ---- | ---- |
| 855  | ↘824 | ↘802 | ↘779 | ↘764 | ↘721 | ↘708 |
| 2018 | 2019 | 2020 | 2021 |      |      |      |
| ↘696 | ↘673 | ↘672 | ↘597 |      |      |      |

## Состав
В состав поселения входят 7 населённых пунктов (население, 2010):
- деревня Надежда — 133 чел.;
- деревня Азиково — 226 чел.;
- деревня Егорово — 32 чел.;
- деревня Еремино — 11 чел.;
- деревня Моторки — 193 чел.;
- деревня Пестерево — 214 чел.;
- деревня Тархан — 46 чел.